# O, kurczę!
O, kurczę! (ang. Hatching Pete, 2009) – amerykański film w reżyserii Stuarta Gillarda z Jasonem Dolleyem i Mitchelem Musso.
Premiera filmu w Polsce odbyła się na 2 kanałach:
- Disney Channel – 30 maja 2009 roku (polski lektor) i 28 sierpnia 2010 roku (polski dubbing),
- Jetix/Disney XD – 13 czerwca 2009 roku (polski dubbing).

## Obsada
- Jason Dolley jako Pete Ivey
- Mitchel Musso jako Cleatus Poole
- Josie Loren jako Angela Morrissey
- Brian Stepanek jako trener Mackey
- Tiffany Thornton jako Jamie Wynn
- Sean O’Bryan jako Leon Ivey
- Crawford Wilson jako Dill
- Amber Mirza jako Annie
- Edward Herrmann jako dyrektor

## Wersja polska
Opracowanie i udźwiękowienie wersji polskiej: na zlecenie Jetix – Eurocom Studio

Reżyseria: Krystyna Kozanecka-Kołakowska

Dialogi: Maciej Wysocki

Dźwięk i montaż: Jacek Gładkowski

Kierownictwo produkcji: Marzena Omen-Wiśniewska

Udział wzięli:
- Marcin Hycnar – Pete Ivey
- Grzegorz Drojewski – Cleatus Poole
- Katarzyna Łaska – Angela Morrissey
- Joanna Pach – Jamie Wynn
- Łukasz Lewandowski – Tommy Thompson
- Agnieszka Kunikowska – Camie Poole
- Anna Gajewska – Doris Ivey (mama Pete’a)
- Wojciech Paszkowski – Leon Ivey (ojciec Pete’a)
- Jerzy Dominik – Jack Poole (ojciec Cleatusa)
- Lucyna Malec – pani Banfield (nauczycielka biologii)
- Włodzimierz Bednarski – Dyrektor Fred Daly
- Janusz Wituch – siostrzeniec Szeryfa
- Aleksandra Rojewska – Susie
- Krzysztof Dracz – trener Mackey
- Wojciech Brzeziński
- Cezary Kwieciński
- Adrian Perdjon
- Anna Wiśniewska
- Aleksandra Wierzba
- Filip Dominik
- Artur Pontek
- Anna Hajduk
- Jan Prochyra

Lektor: Stefan Knothe, Jerzy Dominik